# 成田山新勝寺
35°47′9.79″N 140°19′5.79″E / 35.7860528°N 140.3182750°E
成田山新勝寺（日语：／ naritasan shinshōji */?）是位於日本千葉縣成田市的佛寺，為真言宗智山派的寺院。本尊為不動明王，開山（初代住持）為寬朝。和高尾山藥王院、川崎大師平間寺並稱真言宗智山派之關東三大本山。寺名一般多以「成田不動」或「成田山」稱之、或尊稱為御不動樣（お不動さま）。其為日本每年初詣（新年寺社參拜）的熱門地點，參拜人次在關東地方僅次於明治神宮居於第二。

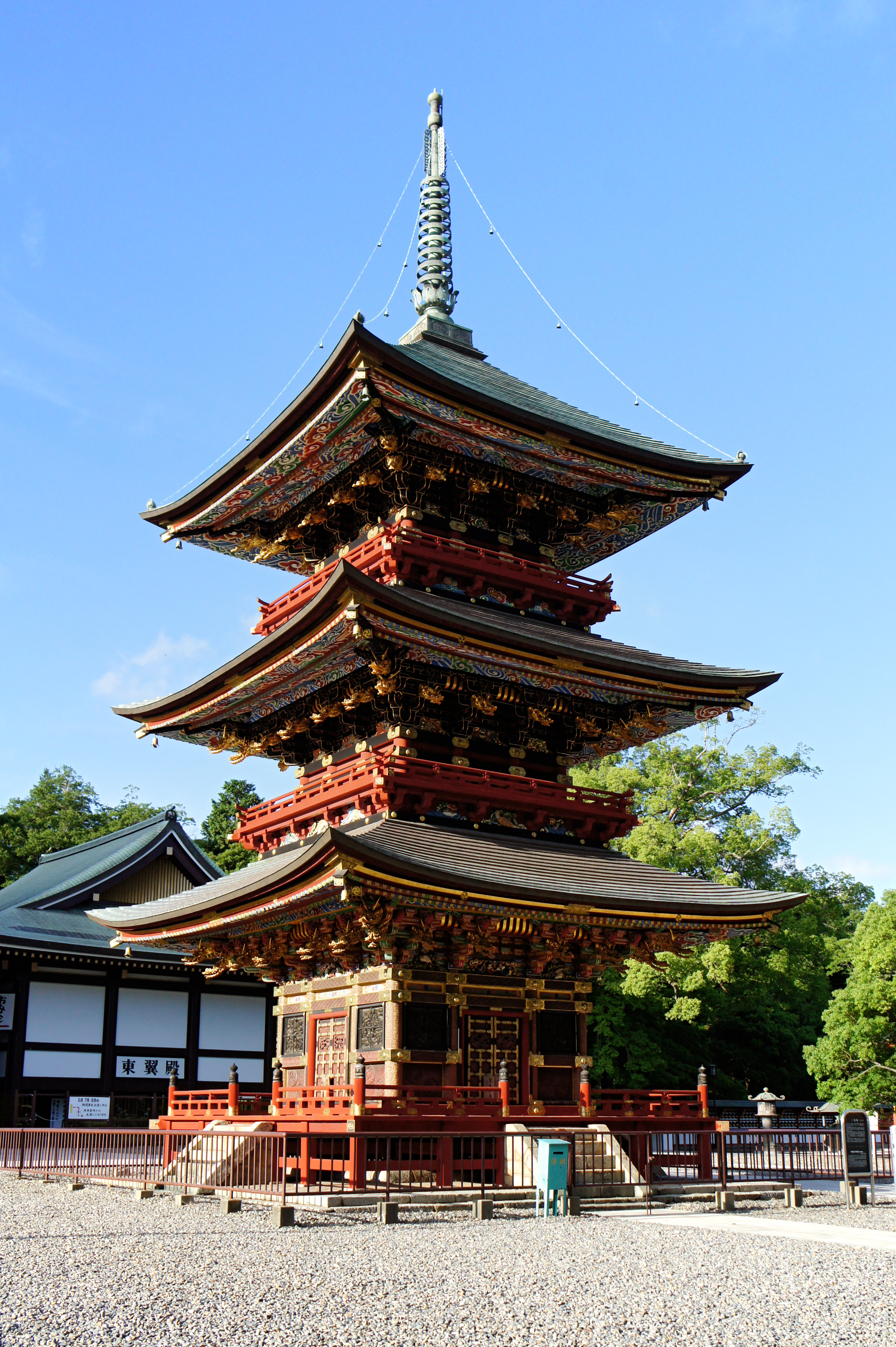
三重塔（重要文化財）
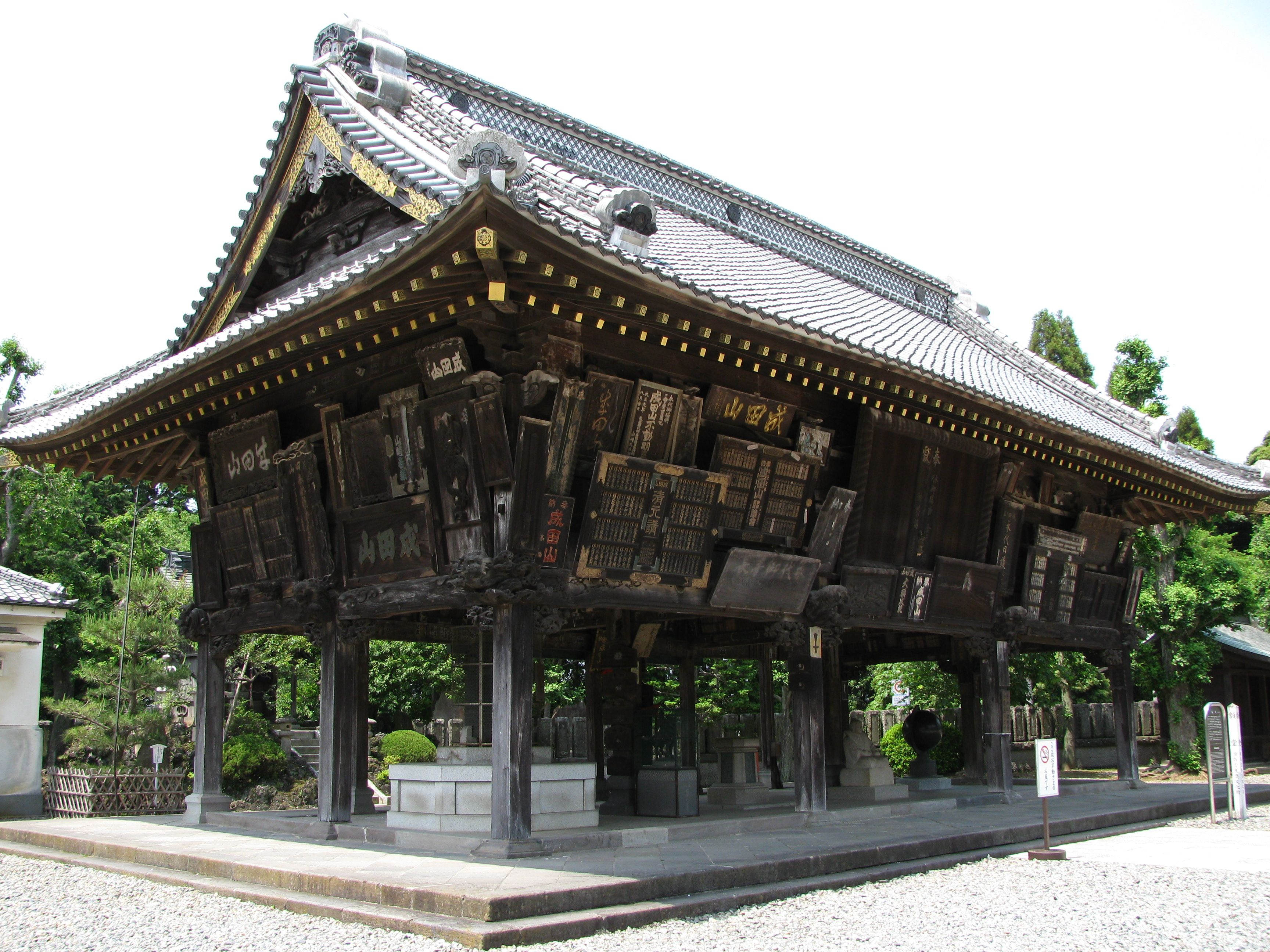
額堂（重要文化財）
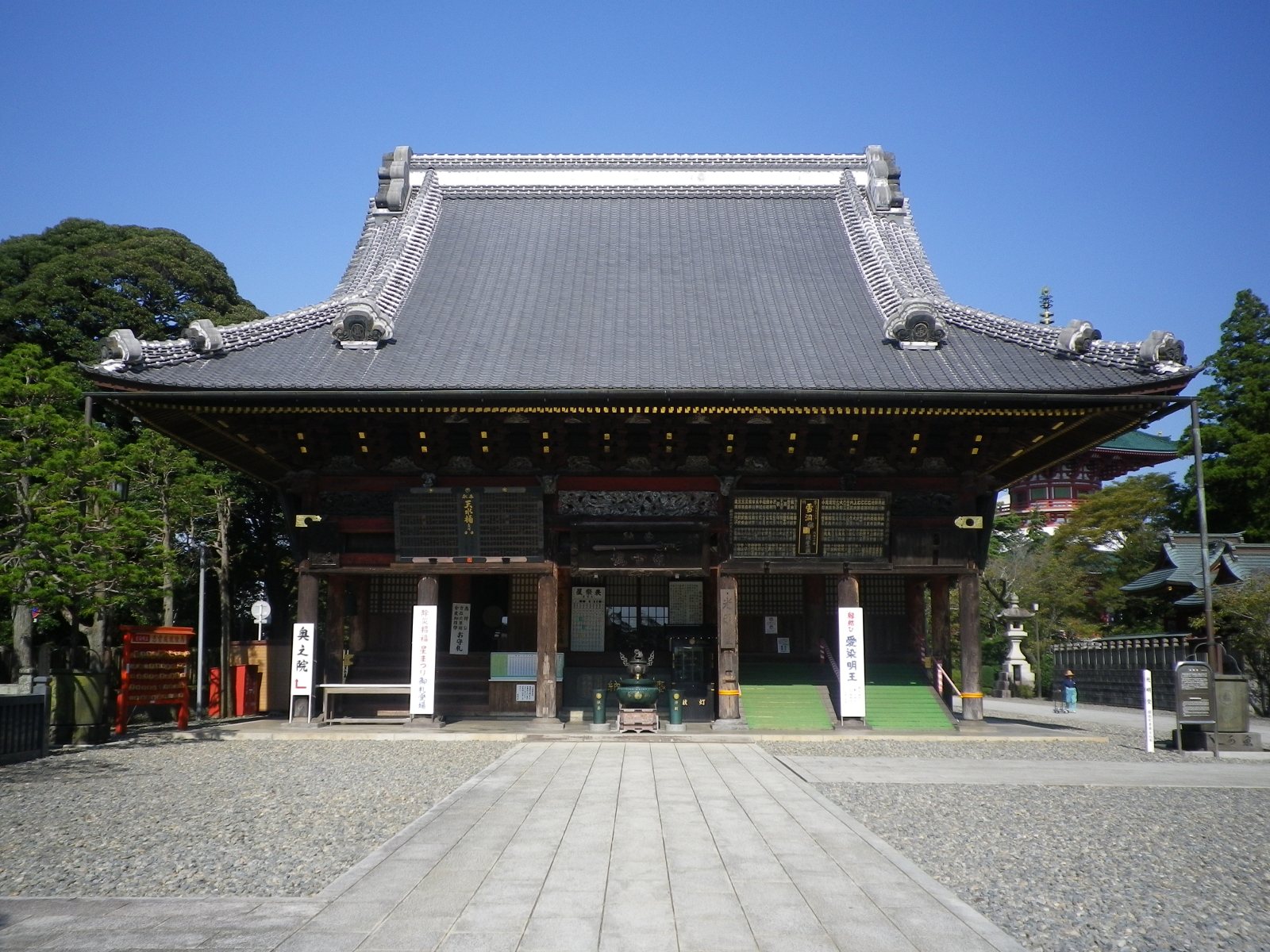
光明堂（重要文化財）
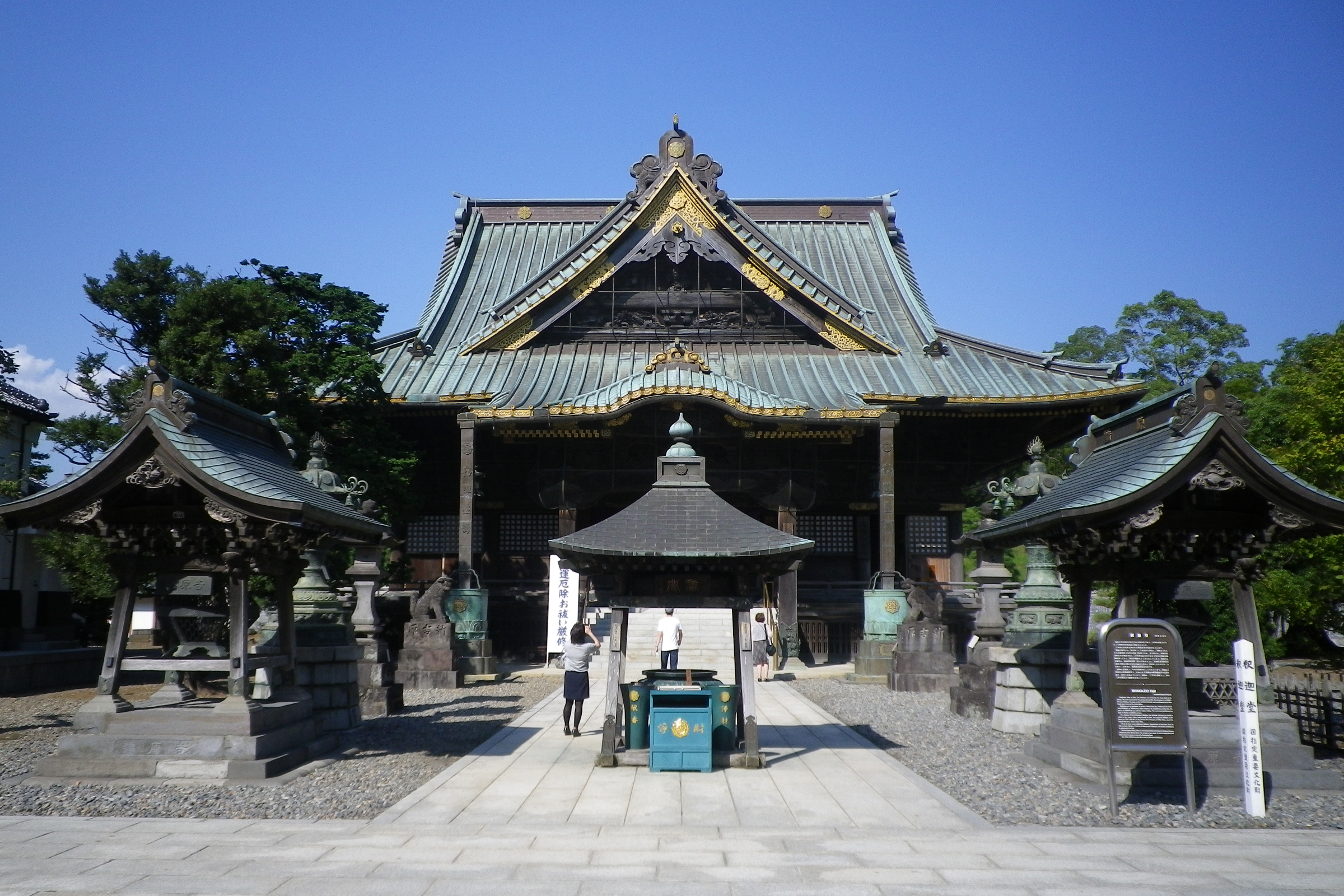
釈迦堂（重要文化財）
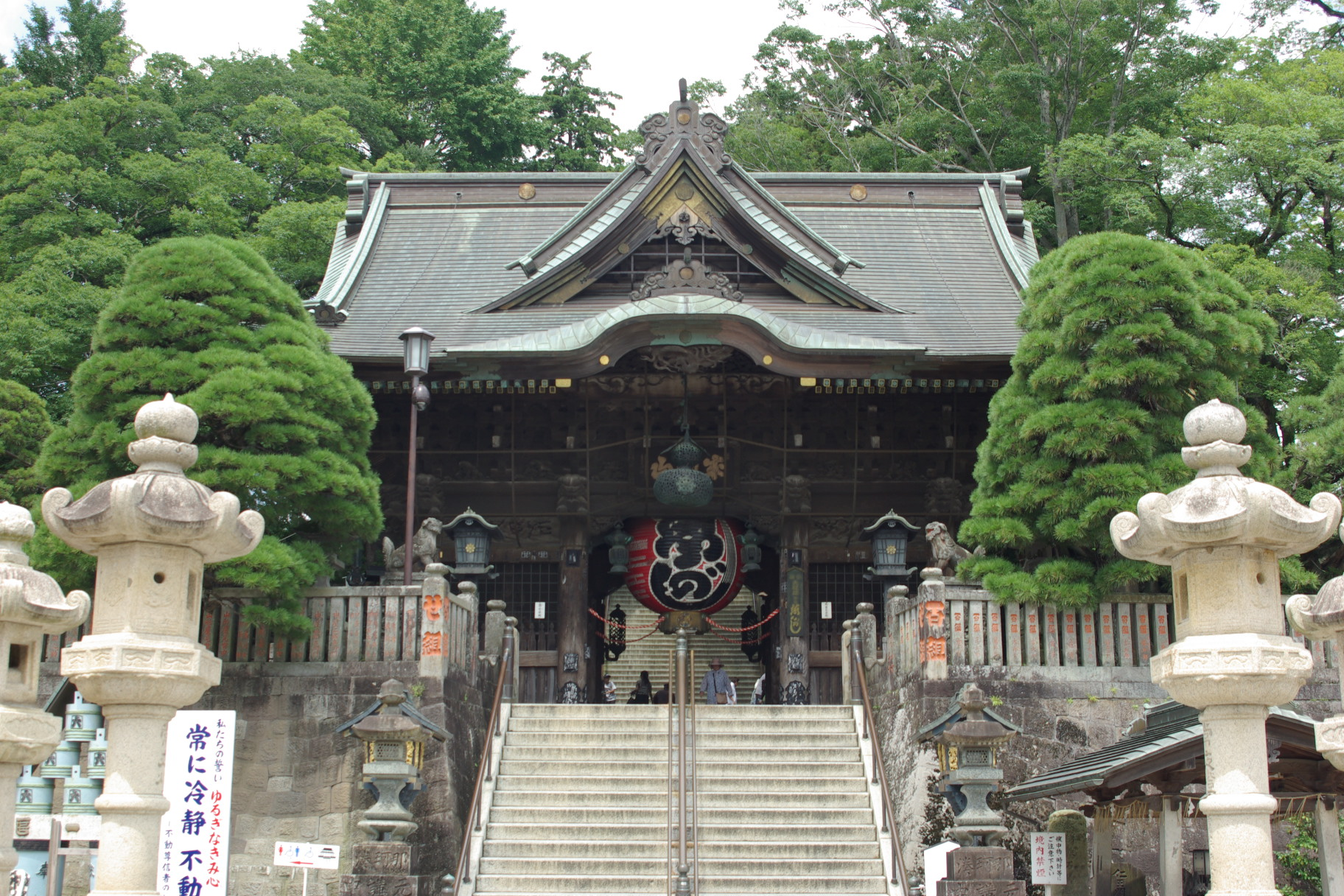
仁王門（重要文化財）
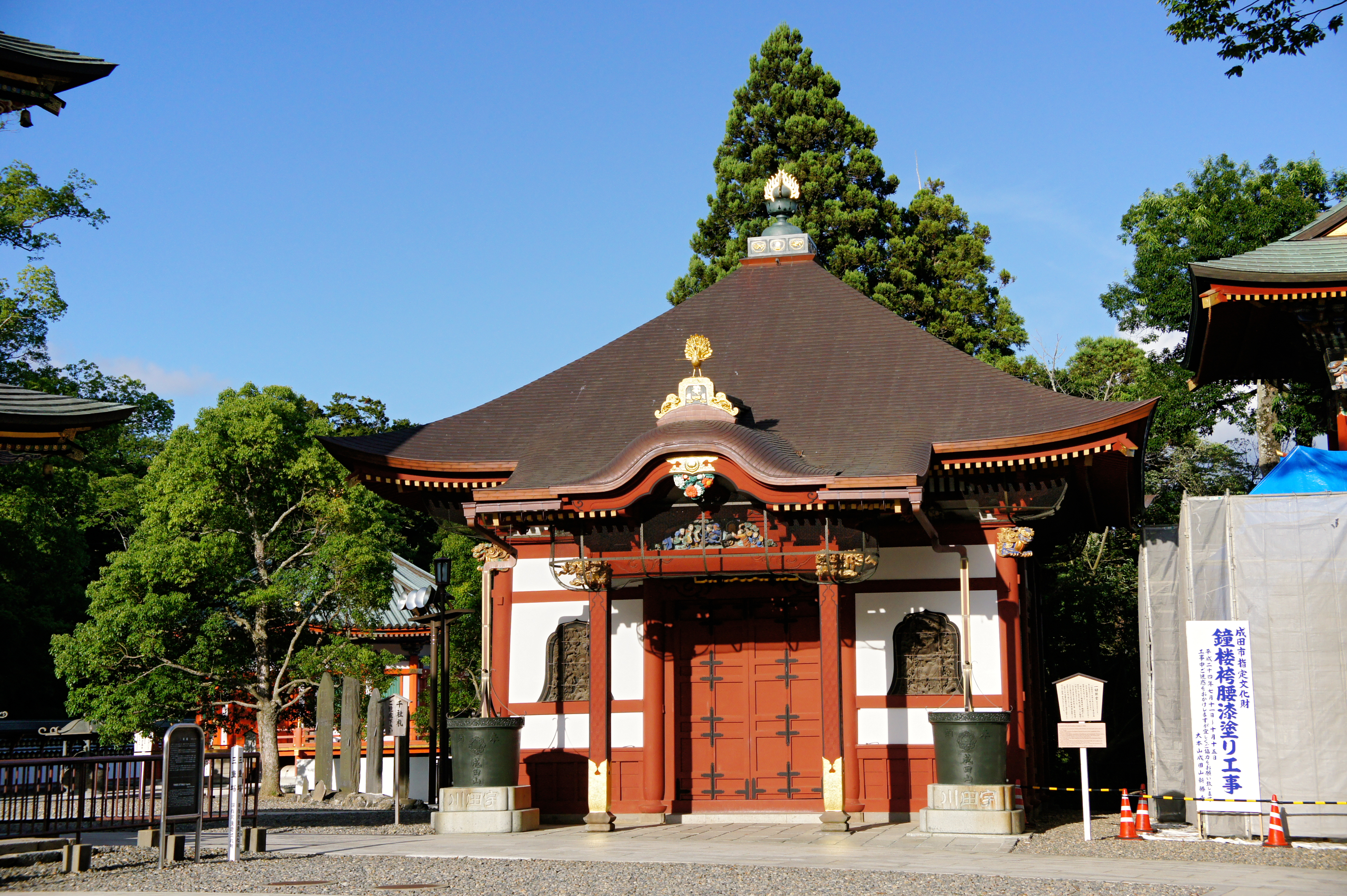
一切経堂
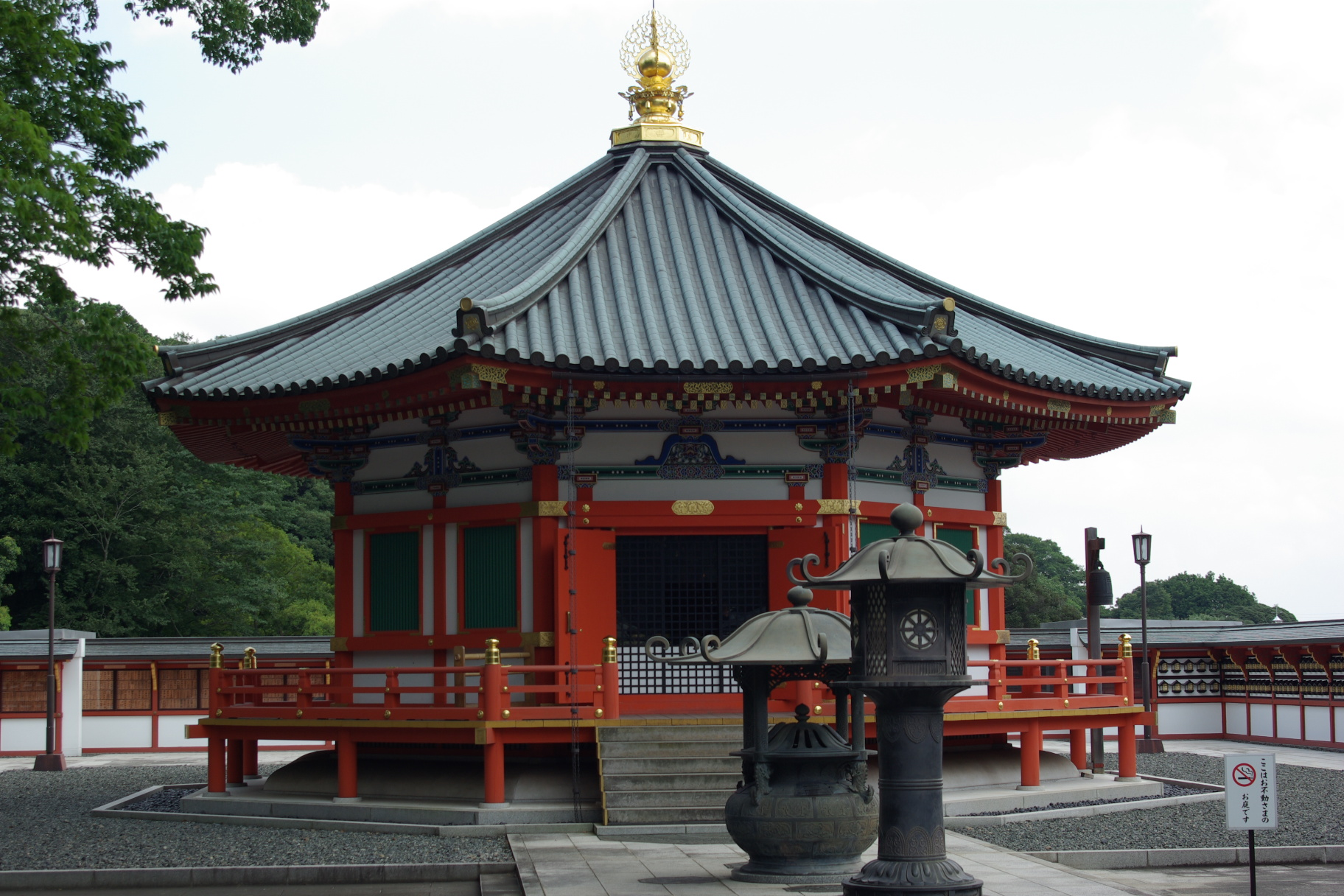
聖徳太子堂
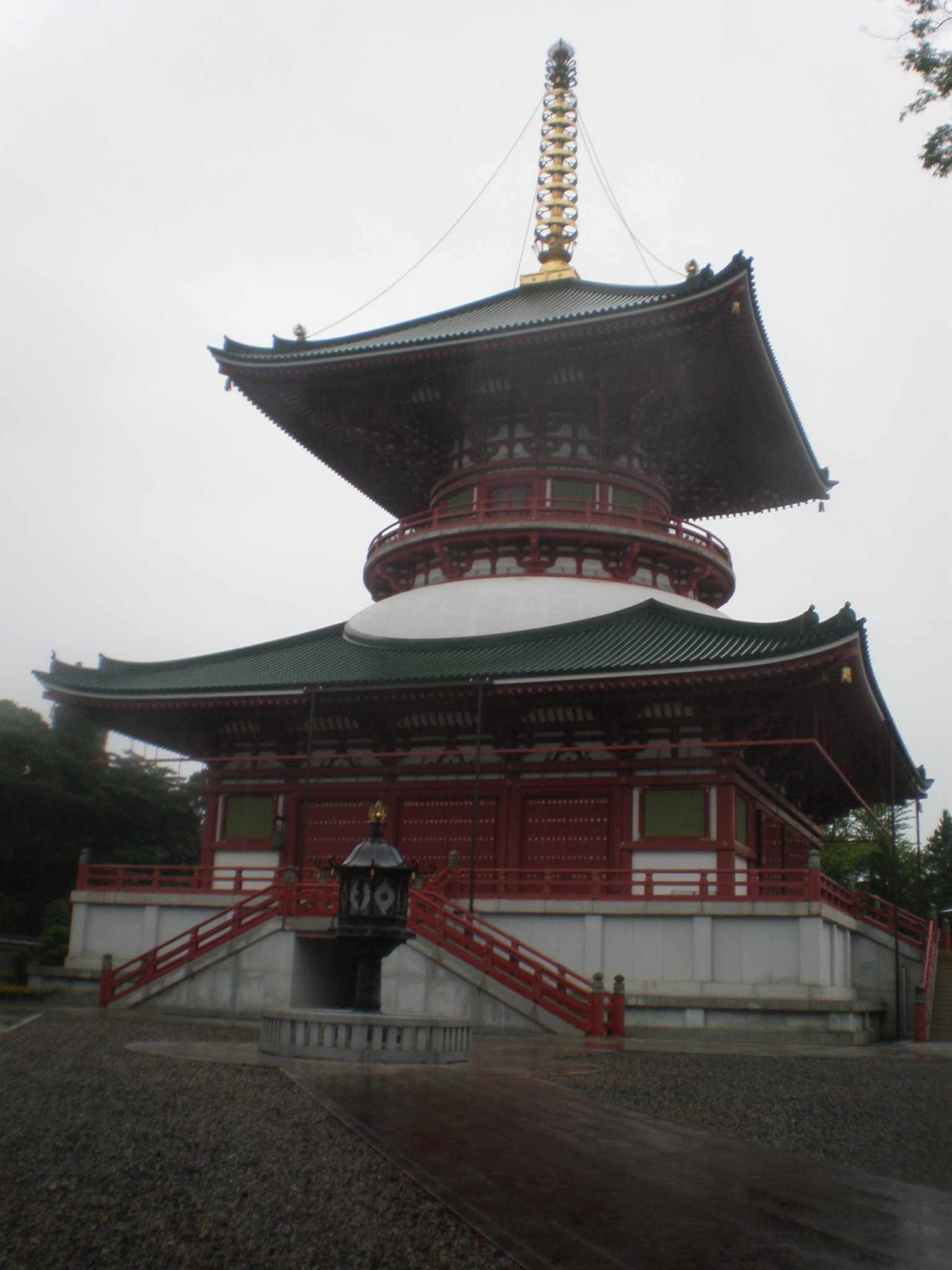
多寶塔
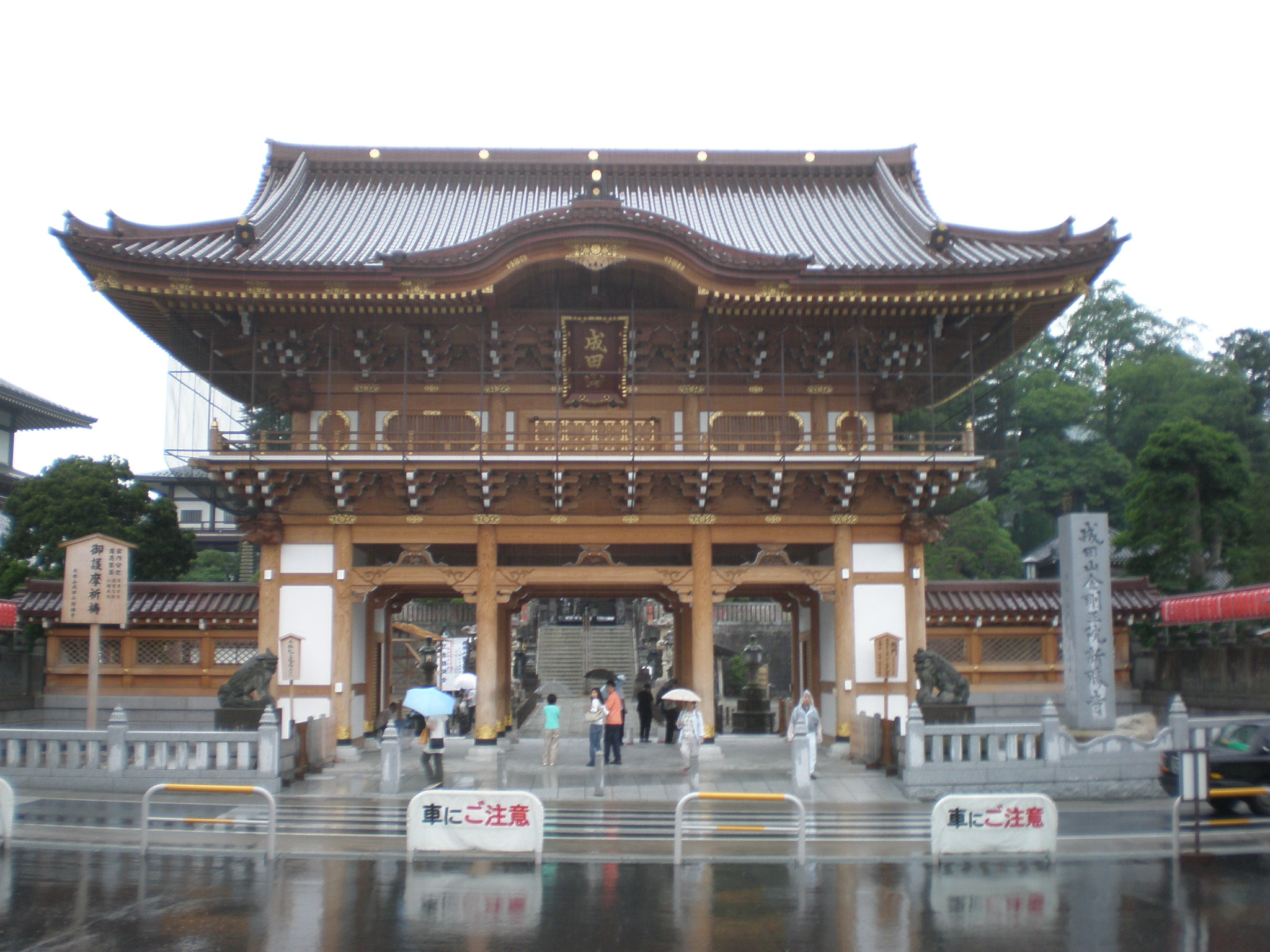
総門
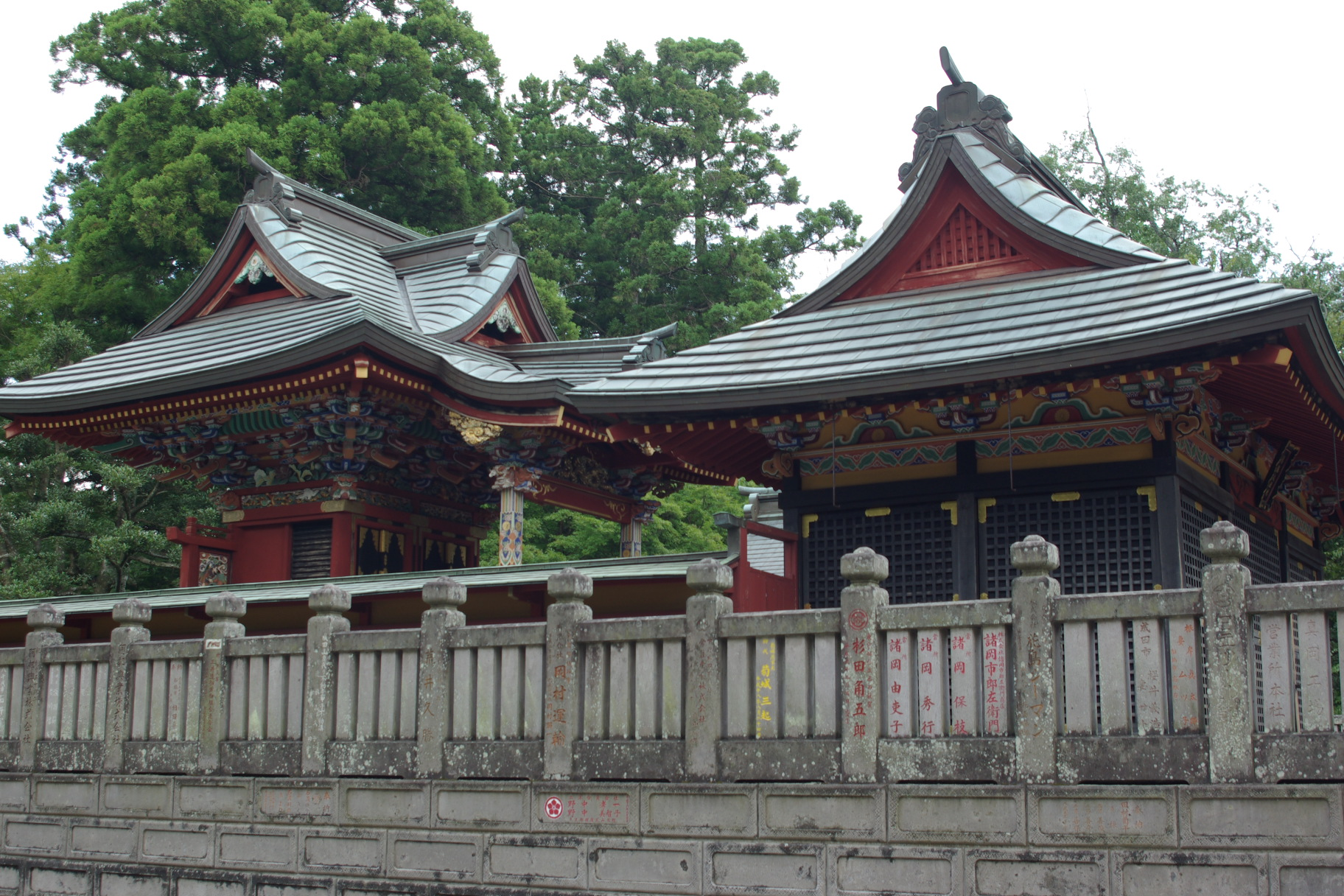
清瀧権現堂
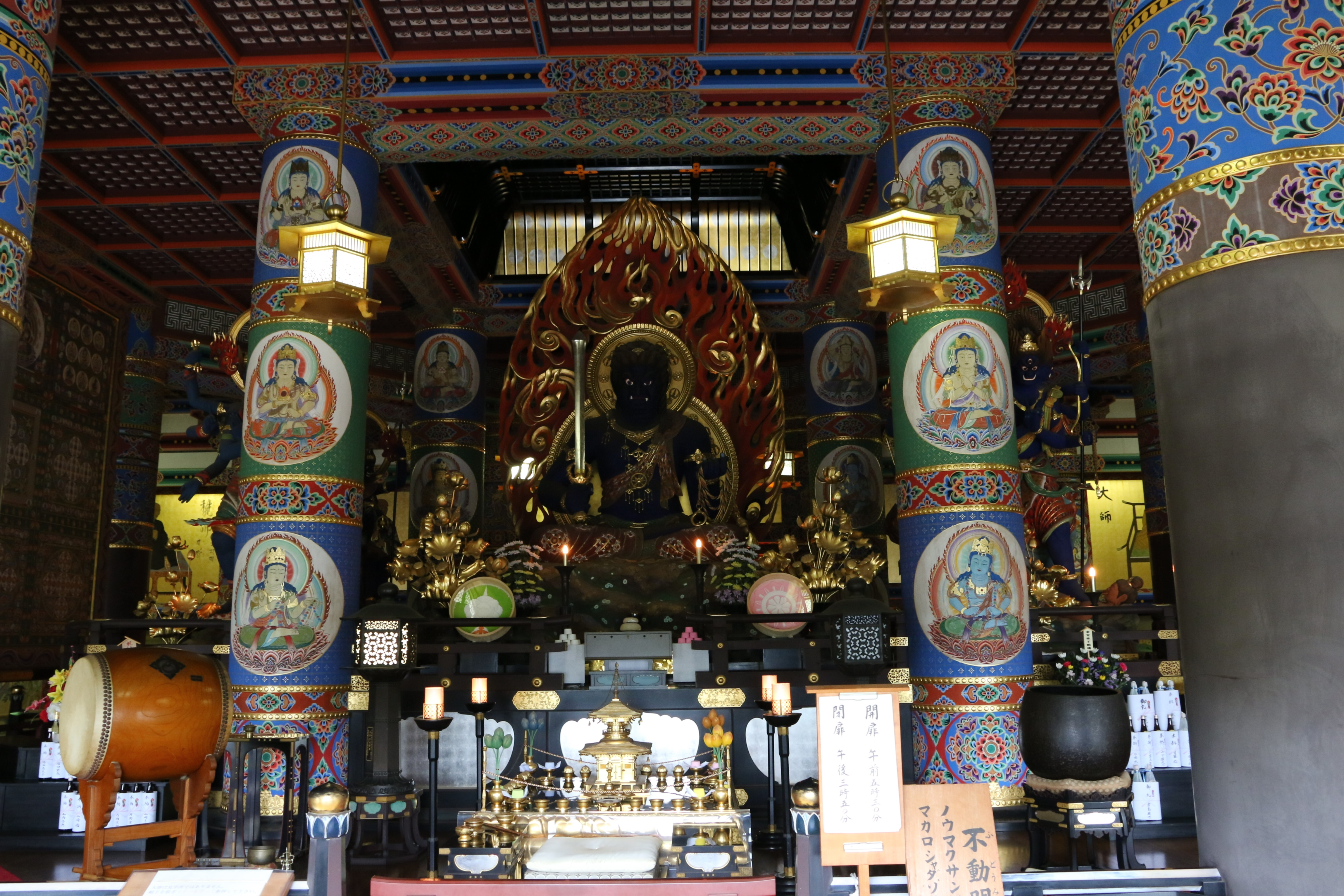
不動明王
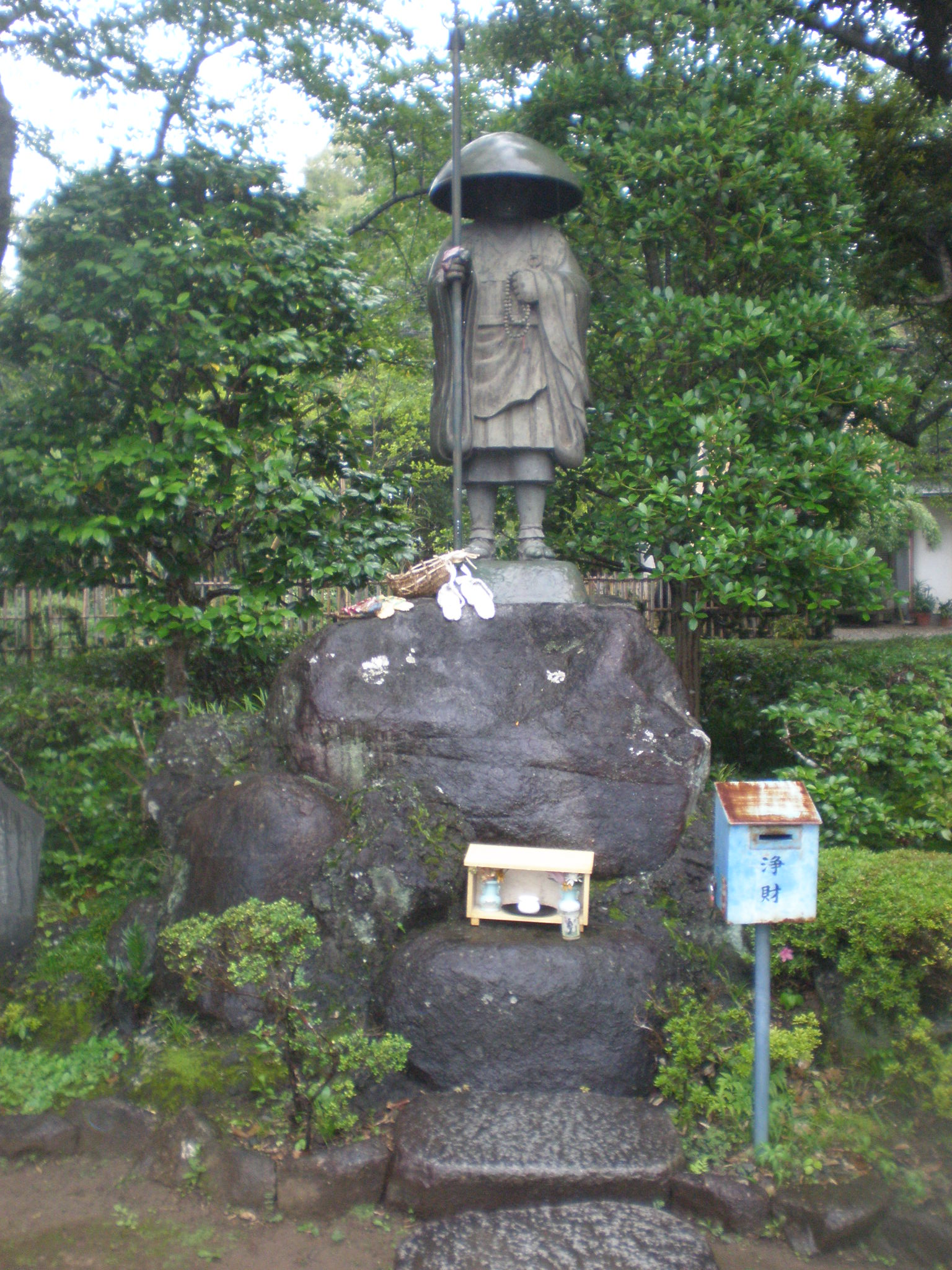
空海

## 關連項目
- 成田祇園祭
- 築土神社
- 神田明神

## 外部連結
- 大本山成田山 （页面存档备份，存于）